# Mixomyrophis pusillipinna
Mixomyrophis pusillipinna, vrsta morske ribe iz porodice zmijki (Ophichthidae) pred otoima Anguilla i Malih Antila te uz atlantsku obalu Srednje Amerike. Jedini je prestavnik svoga roda. Živi na dubinama od 393 - 451 metar.
Opisao ju je John E. McCosker 1985.